# Champollion (cratère)
Pour les articles homonymes, voir Champollion.
Champollion est un cratère lunaire situé sur la face cachée de la Lune.
Le cratère Champollion est situé au nord-est du cratère Shayn et au sud-est du cratère Chandler. Le cratère a été fortement endommagé par les impacts ultérieurs. Il forme de nos jours une dépression battue à sa surface. Un cratère, non encore dénommé, recouvre le bord oriental du cratère Champollion. D'autres impacts ont incisé, plus ou moins profondément, la paroi septentrionale interne du cratère. 
En 1970, l'Union astronomique internationale a donné le nom de Champollion à ce cratère en l'honneur du savant français Jean-François Champollion (1790-1832).
Par convention, les cratères satellites sont identifiés sur les cartes lunaires en plaçant la lettre sur le côté du point central du cratère qui est le plus proche de Champollion.
| Champollion | Latitude | Longitude | Diamètre |
| ----------- | -------- | --------- | -------- |
| A           | 41.1° N  | 177.1° E  | 27 km    |
| F           | 37.3° N  | 177.8° E  | 21 km    |
| K           | 36.5° N  | 176.4° E  | 22 km    |
| Y           | 40.8° N  | 174.7° E  | 22 km    |